# Distrito electoral de Kalamazoo (condado de Madison, Nebraska)
Kalamazoo (en inglés: Kalamazoo Precinct) es un distrito electoral ubicado en el condado de Madison en el estado estadounidense de Nebraska. En el Censo de 2010 tenía una población de 151 habitantes y una densidad poblacional de 1,62 personas por km².

## Geografía
Kalamazoo se encuentra ubicado en las coordenadas 41°47′7″N 97°39′46″O / 41.78528, -97.66278. Según la Oficina del Censo de los Estados Unidos, Kalamazoo tiene una superficie total de 93.22 km², de la cual 93.18 km² corresponden a tierra firme y (0.04%) 0.04 km² es agua.

## Demografía
Según el censo de 2010, había 151 personas residiendo en Kalamazoo. La densidad de población era de 1,62 hab./km². De los 151 habitantes, Kalamazoo estaba compuesto por el 96.03% blancos, el 0% eran afroamericanos, el 0% eran amerindios, el 0% eran asiáticos, el 0% eran isleños del Pacífico, el 3.97% eran de otras razas y el 0% pertenecían a dos o más razas. Del total de la población el 5.96% eran hispanos o latinos de cualquier raza.